# Charles Adriaan van Ophuijsen
Charles Adriaan van Ophuijsen (Solok, 31 december 1854 - Leiden, 15 februari 1917), was van 1904 tot zijn dood in 1917 hoogleraar Maleise taal- en letterkunde aan de Rijksuniversiteit Leiden. Van Ophuijsen stelde de Woordenlijst der Maleise taal, de Kitab Logat Melajoe samen die in 1901 door de Landsdrukkerij in Batavia werd uitgegeven.

## Jeugd
Charles Adriaan was de tweede van vijf kinderen van Johannes Adrianus Wilhelmus van Ophuijsen (1820-1890), Assistent-resident, later Resident van Palembang en Cornelia Jane Alexander (1827-1901). In zijn vroege jeugd kreeg hij huisonderwijs in Palembang en vanaf zijn achtste jaar zat hij op een kostschool in Hees. Toen hij 11 jaar was, werd hij toegelaten tot de HBS in Nijmegen. Na de vierde klas stapte hij over naar het Nijmeegs gymnasium onder rectoraat van mr. Johannes Benedictus Kan. Tegen zijn zin studeerde hij van 1872-1875 geneeskunde om te kunnen worden opgeleid tot officier van gezondheid bij het KNIL.

## Terug in Nederlands-Indië
Na zijn terugkeer naar Nederlands-Indië werd hij in 1876 klerk op het bureau van de Gouverneur van Sumatra’s westkust en wat later bij de Controleur te Penjaboengan. In deze periode bestudeerde hij het Maleis, met name het Minangkabaus, het Bataks, met name het Mandailingse dialect, de literatuur en folklore van Midden-Sumatra en begon met de studie van het Arabisch en het Sanskriet.
In mei 1879 behaalde hij in Padang het diploma hulponderwijzer en later legde hij het examen in het Maleis en in het Javaans af. In 1881 kreeg hij een vaste aanstelling als onderwijzer aan de kweekschool voor Inlandse onderwijzers in Probolinggo in Oost-Java. Hier leerde hij zijn vrouw kennen, Ottoline Henriette Gerarde van Steeden (1855-1934), die - na haar komst in 1875 om les te geven aan de Europese meisjes - in 1880 hoofd van de plaatselijke meisjesschool was geworden. In 1882 traden zij in Probolinggo in het huwelijk en vestigden zich in Padang Sidempuan. Samen kregen zij twee zoons, Johan Hendrik Wijnand (1882-1950) en Adriaan Hendrik (1883-1956) en twee dochters, Jane Cornelia (1887-1968) en Charly Harriet (1893-1979). Naast de kweekschool in Probolinggo was Van Ophuijsen ook verbonden aan de kweekschool voor Inlandse onderwijzers in Padang Sidempuan in Noord-Sumatra, van 1885-1890 als directeur en gaf hij les in het Maleis aan de school voor zonen van Inlandse hoofden.
In 1880 werd hij benoemd tot lid van het Koninklijk Bataviaasch Genootschap van Kunsten en Wetenschappen en een jaar later tot buitengewoon lid. Vanaf dat moment publiceerde hij geregeld artikelen op het gebied van de inlandse talen.
In de navolgende jaren behaalde hij diploma’s in het Bataks, voor hoofdonderwijzer en voor landmeten en landbouwkunde. Het examen geneeskunde gaf hem de bevoegdheid wiskunde te geven.

## Inspecteur van het Inlands onderwijs
Na een moeilijke periode in Padang Sidempuan die getekend werd door Beriberi, malaria en een allesvernietigende brand in 1885 die Van Ophuijsens archief in de as legde, werd hij in 1890 benoemd tot Adjunct-Inspecteur van het Inlands Onderwijs met als standplaats Fort de Kock, West-Sumatra. Drie jaar later werd hij bevorderd tot inspecteur.

## Hoogleraar aan de Universiteit Leiden
In 1904 werd hem verzocht de leerstoel in de Maleise taal- en letterkunde en de algemene taalkunde van de Indische Archipel aan de Universiteit Leiden te bekleden, een functie die hij tot aan zijn plotselinge dood in 1917 vervulde. Hij werd op 19 februari bijgezet in het familiegraf op de begraafplaats Groenesteeg te Leiden.

## Enkele publicaties
- Gronden der spelling van het Maleis met Arabisch karakter. Samarang, Van Dorp en Co. 1882.
- Tjampoer Adoeq Melajoe (taaloefeningen). Samarang, Van Dorp en Co. 1883.
- Chabar Mama' Si Hētong. Leiden, P.W.M. Trap, 1892. Minangkab. vertelling.
- Kābar Si `Ali Amat. Leiden, P.W.M. Trap, 1895. Minangkab. vertelling.
- Tjaritå Si Palălo. Leiden, P.W.M. Trap, 1895. Minangkab. vertelling.
- Kabar Si Oemboet Moedo. Leiden, P.W.M. Trap, 1896. Minangkab. vertelling.
- Empat Serangkai, oentoek kanak-kanak jang hendak beladjar membatja hoeroef belanda. (vier stukjes). 1ste druk, Batavia, Landsdrukkerij, 1901. zonder plaatjes. 2de tot en met 6de druk, Leiden, P.W.M. Trap, met plaatjes.
- Pedoman Goeroe I, pada menjatakan atoeran mengadjar membatja dan menoelis hoeroef belanda. Batavia, Landsdrukkerij, 1901.
- Kitab Logat Melajoe, woordenlijst voor de spelling der Maleise taal met Lat. karakter. Batavia, Landsdrukkerij, 1901.
- Serba Nēka, kitab batjaan bagi moerid sekolah Melajoe (twee stukjes). Leiden, P.W.M. Trap, 1901.
- Doea Sebaja, oentoek kanak-kanak jang hendak beladjar membatja dan menoelis hoeroep Melajoe. (twee stukjes). Leiden, P.W.M. Trap, 1902.
- Pedoman Goeroe II, pada menjatakan atoeran mengadjar membatja dan menoelis hoeroep Melajoe. Leiden, P.W.M. Trap, 1902.
- Handleiding bij de beoefening van het Maleise letterschrift. Leiden, P.W.M. Trap, 1902.
- Toloe Sampagoel (leesboekje voor de Bataksche scholen in drie stukjes). Leiden, P.W.M. Trap, 1904.
- Het Maleise Volksdicht. Rede bij de aanvaarding van het hoogleeraarsambt. Leiden, E.J. Brill, 1904.
- Hikajat Pandja Tanderan, kitab batjaan bagi moerid sekolah Melajoe. Leiden, P.W.M. Trap, 1904.
- Hikajat Si Miskin. Leiden, P.W.M. Trap, 1905.
- Kijkjes in het huiselijk leven der Bataks. Uitgaven van het Bataksch Instituut, No. 4. Leiden, S.C. Van Doesburgh, 1910.
- Maleis Leesboek. Leiden, S.C. Van Doesburgh, 1912.
- Glossarium behoorende bij het Maleis Leesboek. Leiden, S.C. Van Doesburgh, 1912.
- Bataksche teksten (Mandailingsch dialect). Eerste reeks. Leiden, S.C. Van Doesburgh, 1914.
- Maleise Spraakkunst. Leiden, S.C. Van Doesburgh, 1ste druk, 1910. 2de druk, 1915.

## Publicaties over Van Ophuijsen
- Patrick Edward de Josselin de Jong: Minangkabau and Negri Sembilan : Socio-Political Structure in Indonesia. Leiden: Eduard IJdo, 1951. (Proefschrift Rijksuniversiteit Leiden) 2de druk Djakarta: Bhratara, 1960; 3de uitgebreide druk,  The Hague: Martinus Nijhoff, 1980.